# Continental CD-200
Predloga:Infobox aircraft engine
Continental CD-200 (prej TD-300) je 4-valjni dizelski protibatni letalski motor. Motor je dobil FAA certifikacijo aprila 2013.
Motor so razvili, ker obstaja možnost, da bo v prihodnosti primanjkovalo 100LL avgasa. Dizelski letalski motorji lahko po navadi poleg dizla uporabljajo tudi kerozin, ki je cenejši in je na voljo skoraj v vsakem večjem letališču. Dizelski motorji porabijo tudi precej manj goriva. 
Continental je nov motor razvil na podlagi francoskega SMA SR305-230